# Dragan Mutibarić
Dragan Mutibarić (en serbi: Драган Mутибapић, 10 de novembre de 1946) és un exfutbolista serbi, macedoni d'adopció de la dècada de 1970.
Fou 10 cops internacional amb la selecció iugoslava.
Pel que fa a clubs, defensà els colors de FK Vardar, FC Schalke 04 i FK Makedonija Skopje.